# Dammartin-sur-Tigeaux
Dammartin-sur-Tigeaux är en kommun i departementet Seine-et-Marne i regionen Île-de-France i norra Frankrike. Kommunen ligger i kantonen Rozay-en-Brie som tillhör arrondissementet Provins. År 2022 hade Dammartin-sur-Tigeaux 1 268 invånare.

## Befolkningsutveckling
Antalet invånare i kommunen Dammartin-sur-Tigeaux
| Referens: INSEE |